# 明治町 (臺南市)
明治町為台灣日治時期台南州台南市之行政區，位於現台南市中西區、北區交界之成功路一帶。範圍包括清代舊街名市仔頭、天地底、觀音亭、安祿、鴨母藔、小媽祖、縣口尾。

## 名稱
1916年（大正5年）規劃町名改正時，原擬名「榮町」，臺南廳審查後並未更改，以此名呈報總督府，同年11月3日公告。1919年（大正8年）4月1日正式實施時，考慮其與大正町接鄰，遂改為明治町（皆為天皇之年號）。

## 町內設施
- 明治公學校（今成功國小）
- 明治市場（現鴨母寮市場）
- 廣陞樓：酒樓，今為住宅。
- 興濟宮
- 觀音亭
- 開基天后宮
- 東本願寺（現合作金庫赤崁分行）
- 達磨寺（現大觀音亭西北，後移轉至東門町）[6][7]
- 台灣輕鐵株式會社

## 相關
- 町名改正